# Xenilloides aenigmaticus
Xenilloides aenigmaticus är en kvalsterart som beskrevs av Pérez-Íñigo och Baggio 1989. Xenilloides aenigmaticus ingår i släktet Xenilloides och familjen Xenillidae. Inga underarter finns listade i Catalogue of Life.